# Usclas-du-Bosc
Usclas-du-Bosc is een gemeente in het Franse departement Hérault (regio Occitanie) en telt 119 inwoners (2009). De plaats maakt deel uit van het arrondissement Lodève.

## Geografie
De oppervlakte van Usclas-du-Bosc bedraagt 4,4 km², de bevolkingsdichtheid is dus 27 inwoners per km².
De onderstaande kaart toont de ligging van Usclas-du-Bosc met de belangrijkste infrastructuur en aangrenzende gemeenten.

## Demografie
Onderstaande figuur toont het verloop van het inwonertal (bron: INSEE-tellingen).